# Marco Peduceu Seniano
Marco Peduceu Seniano (em latim: Marcus Peducaeus Saenianus) foi um senador romano nomeado cônsul sufecto para o nundínio de maio a agosto de 89 com Públio Salústio Bleso. De família conhecida desde o período republicano, era filho ou do prefeito do Egito em 70, Lúcio Peduceu Colão, ou do procurador na Ásia na época do imperador Cláudio, Lúcio Peduceu Pedro. É possível que Quinto Peduceu Priscino, cônsul sufecto em 93, tenha sido seu irmão. Sua esposa chamava-se Pedânia Quintila.